# Untervogthaus Benken
Das Untervogthaus Benken, auch als Schlössli bezeichnet, ist ein ehemaliges Amthaus in der Gemeinde Benken im Schweizer Kanton Zürich, das auf  das 16. Jh. zurückgeht.

## Geschichte
Ab dem Jahre 858 war die Vogtei Benken im Besitz des Klosters Rheinau, das die Besitzung durch die Schenkung von Wolvene erhielt. Wolvene war Laienabt und Mitbegründer des Klosters. Seine Besitzungen im heutigen Kanton Thurgau liess er durch König Ludwig dem Deutschen an das Kloster schenken. Bis ins 16. Jh. verlieh das Kloster die Vogtei und die niederen Gerichtsbarkeit an Schaffhauser Bürger und Adlige, die hohe Gerichtsbarkeit lag bei der Grafschaft Kyburg.
Zürich beanspruchte bereits im 15. Jahrhundert das Mannschaftsrecht in Benken mit der Begrünung, dass die Vogtei im Bereich der Grafschaft Kyburg liegen würde. Der Inhaber des Mannschaftsrechtes verfügte über die bewaffnete Macht und konnte das militärische Aufgebot der waffenfähigen Grundbesitzer aussprechen. So zogen bei den Burgunderkriegen die Leute von Benken unter der Fahne der Zürcher in die Schlacht bei Grandson und nicht unter derjenigen von Schaffhausen.
Die Schaffhauser Adelsfamilie Tüllerei, manchmal auch Trüllerey geschrieben, waren die letzten Vertreter Schaffhausens, bevor die Vogtei gänzlich an Zürich überging. Sie war seit mehreren Jahren im Besitz der Vogtei und war in Schaffhausen sehr angesehen, so stellte sie mehrere Bürgermeister der Stadt. Die letzte Vertreterin der Familie auf der Vogtei war Dorthea Trüllerei. Sie verkaufte 1540 die Vogtei an die Stadt Schaffhausen, aber Zürich verlangte, dass der Kaufvertrag als ungültig erklärt würde, da es als Besitzerin der Grafschaft Kyburg ein Vorkaufsrecht hätte. Schaffhausen willigte aus gut freund- und nachbarschaftlichen Gründen ein und kassierte den Vertrag, sodass ab 1540 die Vogtei gänzlich zu Zürich gehörte und in die Obervogtei Laufen eingegliedert wurde.
Die genaue Geschichte des Untervogthauses ist nicht bekannt. Es könnte sowohl vor dem Übergang der Vogtei an Zürich, wie auch danach entstanden sein – eventuell auch erst nach dem Dorfbrand von 1560. Das System der Vogteien wurde mit dem Einfall der Franzosen 1798 aufgelöst. Seit 1979 steht das Haus zusammen mit dem ehemaligen Trottengebäude unter Denkmalschutz und wird als Schutzobjekt regionaler Bedeutung eingestuft.

## Bauwerk
Nach der Karte des Denkmalschutzes des Kantons Zürich ist das Baujahr des Gebäudes 1500. Das Schlössli dürfte 1899 das heutige Aussehen erhalten haben. Es besteht aus einem Satteldachhaus mit gedeckten Giebeln, das auf der Westseite durch einen Turm mit grossem Tor ergänzt ist. Das Trottengebäude stammt von 1509 und erhielt sein heutiges Aussehen 1868.